# Himno Olímpico

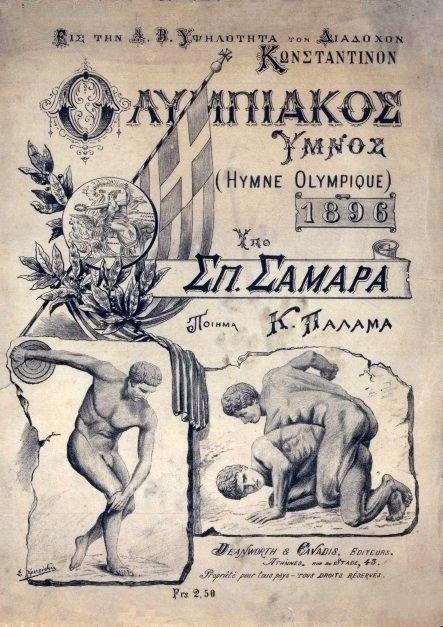
Portada del «Himno Olímpico» por Spyridon Samaras, 1896.

El «Himno Olímpico» (en griego Ολυμπιακός Ύμνος) es una pieza musical compuesta por Spyridon Samaras con palabras de un poema de Kostis Palamas, ambos autores de nacionalidad griega. Se cantó por primera vez el 25 de marzo de 1896, por un coro compuesto por miembros de las sociedades musicales de Grecia, en la ceremonia inaugural de los I Juegos Olímpicos de Atenas 1896 en el Estadio Panathinaiko.
No obstante, no fue aprobado como himno oficial del Comité Olímpico Internacional hasta 1958 en su Sesión 55 en Tokio.

## Interpretaciones a lo largo de la historia
Fue aprobado por el Comité Olímpico Internacional en su 55.º Sesión en 1958 en Tokio, Japón. Oficialmente el himno solo existe en griego, inglés y francés; debido a que estos dos últimos son los idiomas oficiales del COI.
El «Himno Olímpico» ha sido interpretado en griego por común acuerdo durante las ceremonias de inauguración y clausura en Sídney 2000, Atenas 2004 y Pekín 2008. También se ha entonado en diferentes idiomas en las demás ediciones, los cuales son normalmente del país que alberga los Juegos Olímpicos.

### Griego
- Atenas 1896
- Innsbruck 1976 (ceremonia de apertura)
- Montreal 1976
- Moscú 1980 (ceremonia de clausura)
- Calgary 1988
- Sídney 2000 (ceremonia de apertura)
- Atenas 2004
- Pekín 2008
- Singapur 2010
- Pyeongchang 2018 (ceremonia de apertura)
- Pekín 2022
- París 2024 (ceremonia de apertura)

### Alemán
- Innsbruck 1964

### Catalán
- Barcelona 1992 (Nota: También se cantó con partes en español y francés por Alfredo Kraus en la ceremonia de apertura)

### Coreano
- Seúl 1988

### Español
- México 1968
- Barcelona 1992 (Nota: también se cantó con partes en catalán y francés por Alfredo Kraus en la ceremonia de apertura y con partes en inglés por Placido Domingo en la ceremonia de clausura)

### Francés
- Grenoble 1968
- Barcelona 1992 (Nota: También se cantó con partes en catalán y español por Alfredo Kraus en la ceremonia de apertura)
- Vancouver 2010 (También se cantó con partes en inglés en las ceremonias por Measha Brueggergosman)
- Lausana 2020 (También se cantó con partes en inglés en la ceremonia de apertura)

### Inglés
- Squaw Valley 1960
- Lake Placid 1980
- Los Ángeles 1984
- Barcelona 1992 (Nota: También se cantó con partes en español por Placido Domingo en la ceremonia de clausura)
- Atlanta 1996
- Sídney 2000 (cantado solo en inglés durante la ceremonia de clausura por Yvonne Kenny)
- Salt Lake 2002
- Vancouver 2010 (También se cantó con partes en francés en la ceremonias por Measha Brueggergosman)
- Londres 2012 (cantado solo en inglés durante la ceremonia de clausura por un coro masculino)
- Río 2016 (cantado solo en inglés durante las ceremonias de apertura y clausura por un coro infantil)
- Pyeongchang 2018 (ceremonia de clausura)
- Buenos Aires 2018
- Lausana 2020 (También se cantó con partes en francés en la ceremonia de apertura)
- Tokio 2020
- Gangwon 2024
- París 2024 (ceremonia de clausura)

### Italiano
- Roma 1960

### Japonés
- Tokio 1964
- Sapporo 1972
- Nagano 1998

### Noruego
- Lillehammer 1994 (cantado en las ceremonias de apertura y clausura por Sissel Kyrkjebø)
- Lillehammer 2016

### Ruso
- Moscú 1980 (ceremonia de apertura)
- Sochi 2014 (solo se cantó en la ceremonia de apertura por el Coro de la Cámara del Estado de Moscú)

### Serbo-Croata
- Sarajevo 1984

### Versiones instrumentales
- Múnich 1972
- Innsbruck 1976 (ceremonia de clausura)
- Albertville 1992
- Turín 2006 (ha sido la versión más abreviada usada durante las ceremonias de inauguración y clausura)
- Innsbruck 2012
- Londres 2012 (ceremonia de apertura)
- Sochi 2014 (ceremonia de clausura)
- Nankín 2014
- Lausana 2020 (ceremonia de clausura)

## Letra
| Original Griega | Transliteración al alfabeto latino |
| --- | --- |
| Αρχαίο Πνεύμα αθάνατο, αγνέ πατέρα του ωραίου, του μεγάλου και του αληθινού, Κατέβα, φανερώσου κι άστραψε εδώ πέρα στη δόξα της δικής σου γης και τ' ουρανού. Στο δρόμο και στο πάλεμα και στο λιθάρι Στων ευγενών αγώνων λάμψε την ορμή Και με το αμάραντο στεφάνωσε κλωνάρι και σιδερένιο πλάσε και άξιο το κορμί. (δις) Κάμποι, βουνά και θάλασσες φέγγουνε μαζί σου σαν ένας λευκοπόρφυρος μέγας ναός. Και τρέχει στο ναό εδώ προσκυνητής σου (δις) Αρχαίο Πνεύμα αθάνατο, κάθε λαός. (δις) | Arkhéo Pnévma athánato, aghné patéra tou oréou, tou meghálou ke tou alithinoú, Katéva, fanerósou ki ástrapse edhó péra sti dhóksa tis dhikís sou ghis kai t'ouranoú. Sto dhrómo ke sto pálema kai sto lithári Ston evghenón aghónon lámpse tin ormí. Ke me to amáranto stefánose klonári kai sidherénio pláse ke áksio to kormí. (bis) Kámpi, vouná ke thálasses féngoune mazí sou san énas lefkopórfyros méghas naós. Ke trékhi sto naó edhó proskynitís sou (bis) Arkhéo Pnévma athánato, káthe laós. (bis) |
| Traducción al español (literal). | Traducción al español (libre) |
| Espíritu inmortal de la antigüedad, Padre de lo verdadero, lo hermoso y lo bueno. Desciende, preséntate, Derrámanos tu luz sobre esta tierra y bajo este cielo, Que fue el primer testigo de tu imperecedera fama. Dad vida y vivacidad a esos nobles juegos Arrojad, guirnaldas de flores que no palidecen. ¡A los victoriosos en la carrera y en la contienda! ¡Crea, en nuestros pechos, corazones de acero! (bis) En tus ligeras llanuras, montañas y mares Brillan en un matiz roseo y forman un enorme templo En el que todas las naciones se reúnen para adorarte, (bis) ¡Oh espíritu inmortal de la antigüedad! (bis) | Espíritu inmortal, el Padre de pura belleza, el grande y el verdadero descenso, la revelación y mostró aquí la gloria de la tierra y el cielo. ¡Da vida y vivacidad a esos nobles juegos! Lanza coronas de laureles inmarchitables. ¡A los vencedores en la carrera y en la lucha! ¡Crea en nuestros pechos, corazones de acero! (bis) En las llanuras, montañas y mares brillan con ustedes en un matiz rosado y forman un gran templo donde todas las naciones se reúnen para adorarte, (bis) ¡Oh espíritu inmortal de las Olimpiadas! (bis) |
| Versión cantada en América Latina | Versión para el Cono Sur. |
| Espíritu inmortal, el Padre de pura belleza, el grande y el verdadero descenso, la revelación y mostró aquí la gloria de la tierra y el cielo. ¡Dar vida y vivacidad a esos nobles juegos! Lanzar coronas de laureles inmarchitables. ¡A los vencedores en la carrera y en la lucha! ¡Crea en nuestros pechos, corazones de acero! (bis) En los campos, montañas y mares brillan con ustedes en un matiz rosa y forman un gran templo donde todos los países se reúnen para adorarte, (bis) ¡Oh espíritu inmortal de las Olimpiadas! (bis) | La Llama Olímpica inmortal Cuyo faro ilumina nuestro camino Engalaná corazones con el fuego de la esperanza En este día trascendental Como ahora nos encontramos con el mundo Para compartir estos Juegos Que todas las banderas de todas las naciones En desplegarse la hermandad Cantar en cada nación, voces fuertes Levantáte en armonía Salve a nuestros valientes deportistas olímpicos Con las cepas de la victoria La Luz Olímpica arder una y otra vez Sobre los mares y montañas y llanuras Unir, inspirar, honrar Para estos juegos ascendentes Que reine el valor victorioso A lo largo de la trayectoria del camino de oro Como los nuevos campeones del mañana ahora saldrán A la altura del espíritu ferviente del juego Dejá empapar el esplendor de cada noble acción Coronado de gloria y fama Y que la fraternidad y la comunión Rodeá el alma de todas las naciones Oh, llama eterna en el firmamento tan brillante Nos Ilumine con su luz eterna Que la gracia y la belleza y magnificencia Brillá como el sol Ardiendo arriba Nos conceda el honor, la verdad y el amor |
| Versión cantada en castellano | |
| La Llama Olímpica inmortal Cuyo faro ilumina nuestro camino Engalana corazones con el fuego de la esperanza En este día trascendental Como ahora nos encontramos con el mundo Para compartir estos Juegos Que todas las banderas de todos los países En desplegarse la hermandad Cantar en cada nación, voces fuertes Levántate en armonía Salve a nuestros valientes deportistas olímpicos Con las cepas de la victoria La Luz Olímpica arder una y otra vez Sobre los mares y montañas y llanuras Unir, inspirar, honrar Para estos juegos ascendentes Que reine el valor victorioso A lo largo de la trayectoria del camino de oro Como los nuevos campeones del mañana ahora saldrán A la altura del espíritu ferviente del juego Deja empapar el esplendor de cada noble acción Coronado de gloria y fama Y que la fraternidad y la comunión Rodea el alma de todas las naciones Oh llama eterna en el firmamento tan brillante Nos Ilumine con su luz eterna Que la gracia y la belleza y magnificencia Brilla como el sol Ardiendo arriba Nos conceda el honor, la verdad y el amor | |